# Элисон, Дороти
Эта статья — об австралийской актрисе. Об американской писательнице см. Эллисон, Дороти.
До́роти Э́лисон (англ. Dorothy Alison; 4 апреля 1925, Брокен-Хилл — 17 января 1992, Лондон) — австралийско-британская актриса кино и телевидения.

## Биография
Дороти Диксон (настоящее имя актрисы) родилась 4 апреля 1925 года в городке Брокен-Хилл (Новый Южный Уэльс, Австралия). Отец — Уильям Эдвард Диксон, приплывший сюда несколько лет назад для работы на шахтах; мать — Элис Коган. После получения среднего образования училась девушка в Сиднейской старшей школе для девочек, так как к тому времени отец устроился на работу менеджером по рекламе в сиднейскую газету. В 1949 году уплыла в Лондон, рассчитывая начать карьеру киноактрисы. Действительно, уже в том же году она снялась в небольших ролях в двух кинофильмах, но затем в течение трёх лет предложений о съёмках ей не было. В 1952 году Дороти предложили сыграть небольшую, но сложную роль учительницы глухих детей в картине «Мэнди». Актриса блестяще с ней справилась, получила за неё номинацию на «BAFTA» в категории «Самый многообещающий новичок в кино», и с 1953 года начала сниматься регулярно и успешно, как в кинофильмах, так и в телефильмах и телесериалах. За 40 лет карьеры (1949—1989) Элисон появилась в более чем 70 фильмах и сериалах, преимущественно во второстепенных ролях. Основной актёрский образ — сочувствующие, материнские или измученные заботой роли.
Дороти Элисон скончалась 17 января 1992 года в Лондоне.
Личная жизнь
12 июня 1952 года Элисон вышла замуж за малоизвестного английского актёра и продюсера Лесли Линдера (1924—2010). В декабре 1976 года пара развелась.

## Награды и номинации
- 1953 — «BAFTA» в категории «Самый многообещающий новичок в кино» за роль в фильме «Мэнди[англ.]» — номинация[6].
- 1957 — «BAFTA» в категории «Лучшая британская актриса» за роль в фильме «Достичь небес» — номинация[7].
- 1982 — «Логи[англ.]» в категории «Лучшая актриса второго плана в мини-сериале или телефильме» за роль в мини-сериале «Город, похожий на Элис» — победа[8].

## Избранная фильмография

### Широкий экран
- 1949 — Эврикское восстание[англ.] / Eureka Stockade — миссис Бентли[9]
- 1949 — Сыновья Мэттью[англ.] / Sons of Matthew — Роуз О’Риордан[10]
- 1952 — Мэнди[англ.] / Mandy — мисс Стоктон, учительница в школе для глухих
- 1953 — Поворачивай ключ аккуратно[англ.] / Turn the Key Softly — Джоан
- 1954 — Мэгги[англ.] / The Maggie — мисс Питерс
- 1954 — Лиловая равнина[англ.] / The Purple Plain — медсестра (в титрах не указана)
- 1956 — Женское прикосновение[англ.] / The Feminine Touch — самоубийца
- 1956 — Длинная рука закона[англ.]* / The Long Arm — Мэри Хэллидей
- 1956 — Достичь небес / Reach for the Sky — Брейс, медсестра
- 1956 — Шелковистое дело[англ.] / The Silken Affair — миссис Туикхэм
- 1957 — Интерпол[англ.] / Interpol — Хелен
- 1958 — Мужчина этажом выше[англ.] / The Man Upstairs — миссис Барнс
- 1959 — История монахини / The Nun's Story — сестра Аурелия (медсестра-мученица в Африке)[11]
- 1961 — Двое живых и один мёртвый[англ.] / Two Living, One Dead — Эстер Кестер
- 1966 — Девушка Джорджи[англ.] / Georgy Girl — медицинская посетительница[12]
- 1967 — Прелестная Полли[англ.] / Pretty Polly — миссис Барлоу
- 1971 — Слепой ужас[англ.] / See No Evil — Бетти Рекстон
- 1971 — Доктор Джекилл и сестра Хайд / Dr. Jekyll and Sister Hyde — миссис Спенсер
- 1972 — Изумительный мистер Бланден[англ.] / The Amazing Mr. Blunden — миссис Аллен
- 1973 — Бакстер![англ.] / Baxter! — Кеннеди, медсестра
- 1982 — Возвращение солдата[англ.] / The Return of the Soldier — жена бригадира
- 1988 — Рикки и Пит[англ.] / Rikky and Pete — миссис Мензис
- 1988 — Крик в темноте / Evil Angels — Эвис Марчисон, мать Линди Чемберлен[англ.]
- 1989 — Австралия[англ.] / Australia — Дорин Суонсон

### Телевидение
- 1955, 1957 — Приключения Робин Гуда / The Adventures of Robin Hood — герцогиня Констанция (в 4 эпизодах[англ.])
- 1956—1957, 1968 — Театр в кресле[англ.] / Armchair Theatre — разные роли (в 3 эпизодах)
- 1962 — Диснейленд[англ.] / Disneyland — миссис Кэнти (в 3 эпизодах)
- 1970 — Каллан[англ.] / Callan — экономка (в эпизоде Suddenly-At Home)
- 1975 — Ангелы[англ.] / Angels — сестра (в 2 эпизодах)
- 1983, 1985, 1989 — Сельская практика[англ.] / A Country Practice — разные роли (в 5 эпизодах)
- 1989 — Летающие доктора[англ.] / The Flying Doctors — Эсси Харрингтон (в эпизоде Rising Sundown)